# Alastor
Alastor är ett släkte steklar i familjen Eumenidae.

## Arter
- Alastor abditus
- Alastor aeger
- Alastor aegyptiacus
- Alastor afghanicus
- Alastor algeriensis
- Alastor angulicollis
- Alastor anomalus
- Alastor arabicus
- Alastor arnoldi
- Alastor asiaticus
- Alastor atropos
- Alastor baidoensis
- Alastor bilamellatus
- Alastor bilaminatus
- Alastor bispinosus
- Alastor braunsi
- Alastor carinulatus
- Alastor concitatus
- Alastor cylindricus
- Alastor dalyi
- Alastor darius
- Alastor elisaei
- Alastor esfandiarii
- Alastor facilis
- Alastor faustus
- Alastor festae
- Alastor gestroi
- Alastor globosus
- Alastor guichardi
- Alastor incospicuus
- Alastor iranus
- Alastor kochi
- Alastor kuehlhorni
- Alastor madecassus
- Alastor mandibularis
- Alastor maroccanus
- Alastor micralastor
- Alastor minutepunctatus
- Alastor muticoides
- Alastor muticus
- Alastor nigroflavus
- Alastor nitens
- Alastor olivieri
- Alastor pannonicus
- Alastor paraguayensis
- Alastor persimilis
- Alastor plicatus
- Alastor possibilis
- Alastor procax
- Alastor promontorii
- Alastor pronotalis
- Alastor punjabensis
- Alastor quadraticollis
- Alastor ricae
- Alastor ruficornis
- Alastor sanctus
- Alastor savignyi
- Alastor schulthessianus
- Alastor schwarzi
- Alastor simillimus
- Alastor slevini
- Alastor stevensoni
- Alastor submissus
- Alastor sulcatus
- Alastor turneri
- Alastor variolosus
- Alastor xerxes
- Alastor zoroaster